# Elijah Cummings
Elijah Eugene Cummings (Baltimore, 18 de janeiro de 1951 — Baltimore, 17 de outubro de 2019) foi um político estadunidense e membro da Câmara dos Representantes dos Estados Unidos representando o 7.º distrito congressional de Maryland, onde serviu em seu 13.º mandato na Câmara, de 1996 até à data da sua morte. O distrito inclui pouco mais da metade da cidade de Baltimore, a maioria dos distritos de maioria negra do condado de Baltimore, assim como a maioria do condado de Howard. Cummings serviu anteriormente na Câmara dos Delegados de Maryland. Foi membro do Partido Democrata e era o presidente do Comitê de Supervisão e Reforma da Câmara dos Estados Unidos.
Cummings morreu em 17 de outubro de 2019, aos 68 anos de idade, em Baltimore, na cidade onde nasceu e fez sua carreira política.

## Início da vida, educação e carreira
Cummings nasceu em 18 de janeiro de 1951 em Baltimore, filho de Ruth Elma e Robert Cummings. Ele foi o terceiro filho de sete. Cummings se formou com méritos do ensino médio do Baltimore City College em 1969. Mais tarde, estudou na Universidade Howard, em Washington, D.C., onde ele serviu no grêmio estudantil como presidente da turma do segundo ano, tesoureiro grêmio estudantil e mais tarde presidente do grêmio estudantil. Ele tornou-se membro da sociedade Phi Beta Kappa e formou-se em 1973 com um diploma de bacharel em ciência política.
Cummings formou-se na faculdade de direito da Escola Jurídica da Universidade de Maryland, recebendo seu JD em 1976, e foi admitido na Maryland State Bar Association, uma associação de advogados voluntária do estado de Maryland, mais tarde naquele ano. Ele praticou direito por 19 anos antes de ser eleito pela primeira vez para a Câmara nas Eleições da Câmara dos EUA de 1996. Cummings recebeu doze doutorados honorários de universidades em toda a América do Norte. O mais recente foi um doutorado honorário de serviço público da Universidade de Maryland em College Park, em 2017.
Por 14 anos, Cummings serviu na Câmara de Delegados de Maryland. Sua predecessora, Lena King Lee, levantou fundos e fez campanha para ele; anos depois, Cummings creditou-a ao lançamento de sua carreira política. Na Assembleia Geral de Maryland, ele serviu como Presidente do Legislative Black Caucus of Maryland, um caucus de Maryland composto de afro-americanos, e foi o primeiro afro-americano na história de Maryland a ser nomeado presidente pro tempore, a segunda posição mais alta na Câmara dos Delegados.
Cummings também atuava em diversos conselhos e comissões, tanto dentro quanto fora de Baltimore. Esses incluem as Escolas SEED do Conselho de Diretores de Maryland e o Conselho de Assessores da Universidade de Maryland.

## Vida pessoal
Cummings atuou em vários conselhos e comissões em Maryland, incluindo o Conselho de Visitantes da Academia Naval dos Estados Unidos e o Programa Juvenil Elijah Cummings, em Israel. Ele era um membro honorário do Conselho de Administração do Zoológico de Baltimore.
Além de seus muitos discursos, ele escrevia uma coluna quinzenal para o jornal Baltimore Afro-American, comumente conhecido como Afro-American ou The Afro. Ele morava na comunidade de Madison Park, em Baltimore, e era um membro ativo da Nova Igreja Batista dos Salmistas.
Cummings era casado com Maya Rockeymoore Cummings, que foi eleita presidente do Partido Democrático de Maryland em dezembro de 2018. Eles têm três filhos.
Em junho de 2011, seu sobrinho Christopher Cummings, filho de seu irmão James, foi assassinado em sua casa fora do campus perto da Old Dominion University em Norfolk, Virginia, onde ele era estudante.
Cummings foi operado para reparar sua valva aórtica em maio de 2017 e esteve ausente da Colina do Capitólio por dois meses. Em julho, ele desenvolveu uma infecção relacionada à cirurgia, mas voltou ao trabalho.

## Campanha política
Congressista de cinco mandatos para o 7.º distrito congressional de Maryland, Kweisi Mfume renunciou em fevereiro de 1996 para assumir a presidência da NAACP. Cummings venceu a eleição primária no Partido Democrata como candidato do 7.º distrito congressional de Maryland - a verdadeira disputa neste distrito de maioria democrata e de maioria negra - com 37,5% dos votos. Já nas eleições especiais, ele derrotou o republicano Kenneth Kondner com mais de 80% dos votos. Ele derrotou Kondner novamente em novembro por uma margem semelhante e foi eleito em seu próprio direito.
Como mostrado na tabela abaixo, Cummings foi reeleito sem perda desde então; nunca caindo abaixo de 69% dos votos.
| Ano  | Eleição  |  | Vencedor        | Partido   | Votos   | %     |  | Adversário       | Partido     | Votos  | %     |  | Adversário         | Partido    | Votos | %    |
| ---- | -------- |  | --------------- | --------- | ------- | ----- |  | ---------------- | ----------- | ------ | ----- |  | ------------------ | ---------- | ----- | ---- |
| 1996 | Especial |  | Elijah Cummings | Democrata | 18 870  | 80,9% |  | Kenneth Kondner  | Republicano | 4 449  | 19,1% |  |                    |            |       |      |
| 1996 | Geral    |  | Elijah Cummings | Democrata | 115 764 | 83,5% |  | Kenneth Kondner  | Republicano | 22 929 | 16,5% |  |                    |            |       |      |
| 1998 | Geral    |  | Elijah Cummings | Democrata | 112 699 | 85,7% |  | Kenneth Kondner  | Republicano | 18 742 | 14,3% |  |                    |            |       |      |
| 2000 | Geral    |  | Elijah Cummings | Democrata | 134 066 | 87,0% |  | Kenneth Kondner  | Republicano | 19 773 | 12,8% |  |                    |            |       |      |
| 2002 | Geral    |  | Elijah Cummings | Democrata | 137 047 | 73,5% |  | Joseph E. Ward   | Republicano | 49 172 | 26,4% |  |                    |            |       |      |
| 2004 | Geral    |  | Elijah Cummings | Democrata | 179 189 | 73,4% |  | Tony Salazar     | Republicano | 60 102 | 24,6% |  | Virginia Rodino    | Verde      | 4 727 | 1,9% |
| 2006 | Geral    |  | Elijah Cummings | Democrata | 158 830 | 98,1% |  |                  |             |        |       |  | Candidato write-in |            | 3 147 | 1,9% |
| 2008 | Geral    |  | Elijah Cummings | Democrata | 227 379 | 79,5% |  | Michael Hargadon | Republicano | 53 147 | 18,6% |  | Ronald Owens-Bey   | Libertário | 5 214 | 1,8% |
| 2010 | Geral    |  | Elijah Cummings | Democrata | 152 669 | 75,2% |  | Frank Mirabile   | Republicano | 46 375 | 22,8% |  | Scott Spencer      | Libertário | 3 814 | 1,9% |
| 2012 | Geral    |  | Elijah Cummings | Democrata | 247 770 | 76,5% |  | Frank Mirabile   | Republicano | 67 405 | 20,8% |  | Ronald Owens-Bey   | Libertário | 8 211 | 2,5% |
| 2014 | Geral    |  | Elijah Cummings | Democrata | 144 639 | 69,9% |  | Corrogan Vaughn  | Republicano | 55 860 | 27,0% |  | Scott Soffen       | Libertário | 6 103 | 3,0% |
| 2016 | Geral    |  | Elijah Cummings | Democrata | 238 838 | 74,9% |  | Corrogan Vaughn  | Republicano | 69 556 | 21,8% |  | Miles B. Hoenig    | Verde      | 9 715 | 3,0% |
| 2018 | Geral    |  | Elijah Cummings | Democrata | 202 345 | 76,4% |  | Richmond Davis   | Republicano | 56 266 | 21,3% |  | David Griggs       | Libertário | 5 827 | 2,2% |

## Morte
Em 17 de outubro de 2019, Cummings morreu no Hospital Johns Hopkins aos 68 anos de idade, de acordo com sua porta-voz, por "complicações relacionadas a desafios de longa data para a saúde".